# Rochester (Nou Hampshire)
Rochester és una població dels Estats Units a l'estat de Nou Hampshire. Segons el cens del 2007 tenia 30.527 habitants.

## Demografia
Segons el cens del 2000, Rochester tenia 28.461 habitants, 11.434 habitatges, i 7.649 famílies. La densitat de població era de 243,4 habitants per km².
Dels 11.434 habitatges en un 32,8% hi vivien nens de menys de 18 anys, en un 50,9% hi vivien parelles casades, en un 11,4% dones solteres, i en un 33,1% no eren unitats familiars. En el 25,7% dels habitatges hi vivien persones soles el 9,6% de les quals corresponia a persones de 65 anys o més que vivien soles. El nombre mitjà de persones vivint en cada habitatge era de 2,46 i el nombre mitjà de persones que vivien en cada família era de 2,95.
Per edats la població es repartia de la següent manera: un 25,3% tenia menys de 18 anys, un 7,7% entre 18 i 24, un 31,5% entre 25 i 44, un 22,1% de 45 a 60 i un 13,5% 65 anys o més.
L'edat mediana era de 37 anys. Per cada 100 dones de 18 o més anys hi havia 90,3 homes.
La renda mediana per habitatge era de 40.596$ i la renda mediana per família de 47.324$. Els homes tenien una renda mediana de 34.290$ mentre que les dones 23.319$. La renda per capita de la població era de 18.859$. Entorn del 6,3% de les famílies i el 8,4% de la població estaven per davall del llindar de pobresa.

## Poblacions més properes
El següent diagrama mostra les poblacions més properes.